# Спящий лагерь (серия фильмов)
«Спящий лагерь» (англ. Sleepaway Camp) — франшиза слэшеров, состоящая из пяти фильмов. В первую очередь серия фокусируется на серийном убийце транссексуале Анджеле Бэйкер и убийствах, которые она совершает, в основном в летних лагерях.
Серия фильмов разделилась на две сюжетные линии:
- Спящий лагерь → Спящий лагерь 2 → Спящий лагерь 3: Безлюдная территория → Спящий лагерь 4; под режиссурой Майкла А. Симпсона.
- Спящий лагерь → Возвращение в спящий лагерь; под режиссурой Роберта Хилцика.

## Фильмы
| Фильм                                 | Год       | В главных ролях                                                                   | Режиссёр         | Сценарий       | Продюсер                                       |
| ------------------------------------- | --------- | --------------------------------------------------------------------------------- | ---------------- | -------------- | ---------------------------------------------- |
| Спящий лагерь                         | 1983      | Фелисса Роуз Джонатан Тирстен Кристофер Колле                                     | Роберт Хилцик    | Роберт Хилцик  | Роберт Хилцик                                  |
| Спящий лагерь 2                       | 1988      | Памела Спрингстин Рене Эестевас Энтони Хиггинс Валери Хартман Брайан Патрик Кларк | Майкл А. Симпсон | Фриц Гордон    | Роберт Филлипс Джерри Силва                    |
| Спящий лагерь 3: Безлюдная территория | 1989      | Памела Спрингстин Трейси Гриффит Майкл Дж. Поллард Марк Оливер Хаейнс Брук        | Майкл А. Симпсон | Фриц Гордон    | Роберт Филлипс Джерри Силва                    |
| Спящий лагерь 4                       | 1992/2002 | Кэрри Чэмберс Виктор Кампос Джон Лодико                                           | Джим Маркович    | Томми Клохесси | Кришна Шах                                     |
| Возвращение в спящий лагерь           | 2008      | Винсент Пасторе Джонатан Тирстен Джеки Тон Эрин Бродерик Фелисса Роуз             | Роберт Хилцик    | Роберт Хилцик  | Роберт Хилцик Мишель Татосян Томас Э. Ван Делл |

## Обзор
Первая часть серии «Спящий лагерь» вышла в прокат в 1983 году.
Следующие две части «Спящий лагерь 2» «Спящий лагерь 3: Безлюдная территория» снимались одновременно, но были выпущены с разницей в год в 1988 и 1989 году соответственно.
«Спящий лагерь 4» был запланированным четвёртым фильмом в серии и даже был частично снят в 1992 году, прежде чем проект был заморожен из-за банкротства продюсерской компании Double Helix Films. После нескольких лет ожидания, команда, снимавшая фильм, раскрыла и скомпилировала снятые кадры, включив сцены из первых трёх фильмов, что помогло расширить начальный хронометраж в 34 минуты. Фильм превратился в полнометражную 70-минутную картину. Он был выпущен онлайн 23 марта 2012 года.
Следующий фильм в франшизе «Возвращение в спящий лагерь» был снят осенью 2003 года, но из-за предположительно плохих спецэффектов его выпуск на DVD был отложен до 2008 года.
Хилцик планировал ещё одно продолжение под названием «Спящий лагерь: Воссоединение 3D», который хотел выпустить в октябре 2011 года. Фильм находился на допроизводственной стадии. Вернуться в серию должны были Анджела, Рикки и тётя Марта.
В свою очередь, режиссёр второй и третьей части Майкл А. Симпсон не претендовал на права этой серии. Однако он планировал снять для своей сюжетной линии сиквел «Спящий лагерь: Берсек», который внёс бы в серию сверхъестественные аспекты, но проект так и не был реализован.
В 2013 году сообщалось, что франшиза будет перезапущенна продюсером Джеффом Катцом. Компанию Катцу составят также Роберт Хилцик, Мишель Татосян и Фелисса Роуз.
В 2018 году заинтересованность в перезапуске выразил Дэвид Гордон Грин.